# Полемон Илионский
Полемон (греч. Πολέμων) — древнегреческий философ-стоик, периегет II века до н. э. В литературе упоминается под именами Полемон Илионский или Полемон Афинский.

## Биографические сведения
Сын Милесия, греческий историк, родился в Илионе, на острове Самос или в Сикионе, и жил в первой половине II века до н. э. По направлению своей научной деятельности он принадлежал к числу александрийских ученых; в 202—181 годах жил и работал в Александрии, по приглашению Птолемея Эпифана.
Он первый создал серьёзные работы в области периегетической литературы и поставил этот новый литературный стиль в степень одного из важнейших и распространенных в александрийскую эпоху. С этой целью он объехал всю Грецию, Переднюю Азию, Сицилию и Италию, записывая все географические, исторические и другие достопримечательности, собирая эпиграфические и другие антикварные материалы, которые имели отношение к искусству, литературе, истории и т. д.
Особенно подробно он изучил в антикварном отношении свою родину — Илион. Главные его периегетические работы: описание Илиона, описание Афинского акрополя (в частности Полемону принадлежит первый каталог афинской Пинакотеки.) и Священной дороги из Афин в Элевсин, исследования картинной колоннады Сикиона, лакедемонских религиозных подарков, фиванских Гераклов и т. д.
К области истории относятся его рассказы об основании городов (так называемые χτίσεϊς). Кроме того, в древности были известны полемические произведения (áντιγραφαί) Πолемона против Тимея, Эратосфена, Александрида, Адея и Антигона, исследования о чудесах, сборники надписей и прочее.
Произведения Полемона пользовались в древности большим распространением и уважением, хотя дошли до сегодняшних дней только в отрывках.